# Echinocamptus georgevitchi
Echinocamptus georgevitchi är en kräftdjursart som först beskrevs av Claude Chappuis 1924.  Echinocamptus georgevitchi ingår i släktet Echinocamptus och familjen Canthocamptidae. Inga underarter finns listade i Catalogue of Life.